# Wolaitta Dicha SC
Wolaitta Dicha Sport Club w skrócie Wolaitta Dicha SC – etiopski klub piłkarski grający w pierwszej lidze etiopskiej, mający siedzibę w mieście Dżimma.

## Sukcesy
- Puchar Etiopii[1]:
  - zwycięstwo (1): 2017

## Występy w afrykańskich pucharach
| Sezon | Rozgrywki           | Runda    | Kraj     | Klub              | Dom | Wyjazd | Dwumecz      |
| ----- | ------------------- | -------- | -------- | ----------------- | --- | ------ | ------------ |
| 2018  | Puchar Konfederacji | wstępna  |          | Zimamoto FC       | 1–0 | 1–1    | 2–1          |
| 2018  | Puchar Konfederacji | 1        | Egipt    | Zamalek SC        | 2–1 | 1–2    | 3–3 (k. 4–3) |
| 2018  | Puchar Konfederacji | play-off | Tanzania | Young Africans SC | 1–0 | 0–2    | 1–2          |

## Stadion
Domowe mecze klub rozgrywa na stadionie o nazwie Sodo Stadium w Soddo, który może pomieścić 1000 widzów.

## Reprezentanci kraju grający w klubie
Stan na kwiecień 2023.
| - Tesfaye Alebachew - Tsegaye Birhanu - Abebaw Butako - Degu Debebe - Tariku Getnet - Baye Gezahegn - Chernet Gugesa - Seid Habtamu - Addis Hintsa - Biruk Kelbore | - Bezabeh Meleyo - Andualem Nigusie - Gatoch Panom - Zekariyas Tuji - Minyilu Wondimu - Massama Asselmo - Izu Azuka - Ikenna Hillary - Arafate Djako |